# NGC 6556
NGC 6556 – chmura gwiazd Drogi Mlecznej znajdująca się w gwiazdozbiorze Strzelca. Stanowi część większego kompleksu chmur gwiazd i mgławic pyłowych w pobliżu centrum Galaktyki. Odkrył ją John Herschel 15 lipca 1836 roku.